# هولي رووي
هولي رووي (بالإنجليزية: Holly Rowe)‏ هي صحفية ومعلقة رياضية أمريكية، ولدت في 16 يونيو 1966.